# Len Deighton
Leonard Cyril Deighton (Londra, 18 febbraio 1929) è uno scrittore inglese.
La sua produzione letteraria spazia dai romanzi di spionaggio e di suspense, ai libri di cucina e ai saggi storici.
Dopo aver completato il suo servizio militare nella Royal Air Force, Deighton frequentò la Saint Martin's School of Art e il Royal College of Art di Londra, diplomandosi nel 1955. Lavorò in vari settori prima di diventare illustratore di libri e riviste, e disegnò la copertina per la prima edizione britannica di On the Road di Jack Kerouac, pubblicata nel 1957. Lavorò anche per un certo periodo in un'agenzia pubblicitaria. Durante una lunga vacanza in Francia scrisse il suo primo romanzo, La pratica Ipcress (The IPCRESS File), pubblicato nel 1962, che riscosse un grande successo sia di critica sia di pubblico. Scrisse diversi romanzi di spionaggio con lo stesso protagonista, un agente segreto proletario senza nome, cinico e duro (personaggio che assumerà il nome di Harry Palmer nelle trasposizioni cinematografiche interpretate da Michael Caine). Nel 1983, grazie al libro Gioco a Berlino (Berlin Game), gli è stato assegnato il premio Martin Beck Award.
Tra il 1962 e il 1966, Deighton fu corrispondente gastronomico per The Observer e realizzò dei cookstrip—ricette grafiche in bianco e nero con un numero limitato di parole. Una selezione di queste venne raccolta e pubblicata nel 1965 con il titolo Len Deighton's Action Cook Book, il primo di cinque libri di cucina da lui scritti. Scrisse inoltre saggi su altri argomenti, tra cui la storia militare. 
Molti libri di Deighton sono stati best-seller e l'autore è stato favorevolmente paragonato sia al suo contemporaneo John le Carré sia ai suoi predecessori letterari W. Somerset Maugham, Eric Ambler, Ian Fleming e Graham Greene. Le opere di narrativa di Deighton si distinguono per una struttura narrativa complessa, un'ampia ricerca e un'aura di verosimiglianza.
Diverse opere di Deighton sono state adattate per il cinema e la radio. Tra i film si annoverano Ipcress (1965), Funerale a Berlino (1966), Il cervello da un miliardo di dollari (1967) e Spy Story (1976).

## Opere

### Serie di Harry Palmer
- La pratica Ipcress (The IPCRESS File, 1962),[3] trad. di Fenisia Giannini, Milano, Garzanti, 1962.
- Neve sott'acqua (Horse Under Water, 1963),[3] trad. di Fenisia Giannini, Milano, Garzanti, 1969.
- Funerale a Berlino (Funeral in Berlin, 1964),[3] trad. di Grazia [Maria] Griffini, Milano, Garzanti, 1964.
- Un cervello da un miliardo di dollari (The Billion Dollar Brain, 1966),[3] trad. di Fenisia Giannini e Ida Omboni, Milano, Garzanti, 1967.
- Un posto caro per morire (An Expensive Place to Die, 1967),[3] trad. di Fenisia Giannino, Milano, Garzanti, 1968.
- Spy Story (1974)
- Brilla, brilla, piccola spia (Twinkle, Twinkle, Little Spy o Catch a Falling Spy, 1976),[3] trad. di Argia Micchettoni, Collana La Scala, Milano, Rizzoli, 1977.

### Serie di Bernard Samson
- Gioco a Berlino (Berlin Game, 1963)[3]
- Mexico City (Mexico Set, 1984),[3] trad. di Giuseppe Settanni, Collana La Scala, Milano, Rizzoli, 1986.
- L'ultima partita (London Match, 1985),[3] trad. di Laura Montixi Comoglio, Collana La Scala stranieri, Milano, Rizzoli, 1987, ISBN 978-88-176-7329-7.
- L'esca (Spy Hook, 1988),[3] Collana Scala stranieri, Milano, Rizzoli, 1990, ISBN 978-88-176-7328-0.
- La trappola (Spy Line, 1989),[3] Collana La Scala stranieri, Milano, Rizzoli, 1991, ISBN 978-88-176-7327-3.
- Spy Sinker (1990)
- Faith (1994)
- Hope (1995)
- Charity (1996)

- Game, Set and Match (1986) [omnibus, contiene: "Berlin Game, "Mexico Set", "London Match"]

### Romanzi autonomi
- Solo quando rido (Only When I Larf o Only When I Laugh, 1968),[3] trad. di Attilio Veraldi, Collana Romanzi moderni, Milano, Garzanti, 1968.
- L'incursione (Bomber, 1970),[3] trad. di Maria Luisa Bocchino, Collana Omnibus, Milano, Mondadori, 1971.
- Close Up (1972)
- La spia di ieri (Yesterday's Spy, 1975),[3] trad. di Maria Pia Janin, Collana BUR n.587, Milano, Rizzoli, 1985.
- SS-GB: Nazi-Occupied Britain, 1941 (1978)
  - La grande spia. 1941: i nazisti occupano la Gran Bretagna, trad. di Maria Giulia Castagnone, Collana La Scala, Milano, Rizzoli, 1981.[3]
  -  SS-GB. I nazisti occupano Londra, traduzione di Simona Fefè, Introduzione dell'Autore (2009), Collana La memoria n.1107, Palermo, Sellerio, 2018, ISBN 978-88-389-3835-1.
- XPD[3] (1981), trad. di Adriana Dell'Orto, Collana La Scala, Milano, Rizzoli, 1984; Collana BUR, Milano, Rizzoli, 1986-2000, ISBN 978-88-172-0451-4.
- Goodbye Mickey Mouse (1982)
- La famiglia Winter (Winter: A Berlin Family 1899-1945, 1987),[3] trad. Andrea Terzi, Collana La Scala stranieri, Milano, Rizzoli, 1989, ISBN 978-88-176-7333-4.
- MAMista (1991)
- City of Gold (1991)
- Violent Ward (1993)

### Raccolte
- Declarations of War (1971)

### Libri di cucina
- Action Cook Book o Cookstrip Cookbook  (1965)
- Ou est le Garlic? o Basic French Cooking (1965)
- ABC of French Food (1989)
- Len Deighton's French Cooking for Men (2010)

### Saggi
- La battaglia d'Inghilterra (Fighter: The True Story of the Battle of Britain, 1977),[3] trad. di Gianfranco Simone, Introduzione di A.J.P. Taylor, Collana Il Cammeo, Milano, Longanesi, 1982, ISBN 978-88-304-0179-2; Collana Storica, Milano, TEA, 1996, ISBN 978-88-781-9973-6; Collana Teadue, TEA, 2001; Collana Saggistica, TEA, 2003, ISBN 978-88-502-0491-5.
- Airship Wreck (1978) con Arnold Schwartzman
- La guerra lampo (Blitzkrieg: The Rise of Hitler to the Fall of Dunkirk, Introduzione del Generale Walther Nehring, 1979),[3] trad. di Gianfranco Simone, Collana Il Cammeo n.12, Milano, Longanesi, 1981, ISBN 978-88-304-0169-3; Res Gestae, 2018, ISBN 978-88-669-7218-1.
- Battle of Britain (1980); Introduzione di Max Hastings, 1990
- Blood, Tears and Folly: An Objective Look at World War II (1993)
- James Bond: My Long and Eventful Search for His Father (2012)